# Veřovice
Veřovice är en ort i Tjeckien. Den ligger i den östra delen av landet, 270 km öster om huvudstaden Prag. Veřovice ligger 415 meter över havet och antalet invånare är 1 936.
Terrängen runt Veřovice är kuperad åt sydost, men åt nordväst är den platt. Runt Veřovice är det tätbefolkat, med 369 invånare per kvadratkilometer. Närmaste större samhälle är Frenštát pod Radhoštěm, 7,0 km öster om Veřovice. I omgivningarna runt Veřovice växer i huvudsak blandskog.